# Svojić
Svojić is een plaats in de gemeente Barilović in de Kroatische provincie Karlovac. De plaats telt 23 inwoners (2001).